# دوغلاس هيغز
دوغلاس هيغز (بالإنجليزية: Douglas Higgs)‏ (ولد في 13 يناير 1951) زميل الجمعية الملكية، هو بروفيسور علم الدم الجزيئي ومديرُ معهد ويذيرل للطب الجزيئي في جامعة أوكسفورد، تدرب هيغز في الأصل على اختصاص أمراض الدم في مستشفى كينجز كوليدج. ركز بحثه الأولي على المجموعات متعددة الجينات التي تنظم التعبير عن صبغة خلايا الدم الحمراء الهيموجلوبين. حصل على ميدالية بوكانان عام 2013 لعمله الأساسي في تنظيم عنقود جين ألفا-غلوبين البشري وجينات ثلاسيميا ألفا(الشكل الوراثي الأكثر شيوعًا لفقر الدم في العالم تناول هذا العمل الرائد أيضًا المبادئ التي تنشأ من خلالها الأمراض الوراثية البشرية بشكل عام) ودور بروتين ATRX في الأمراض الوراثية.

## التعليم
تلقى تعليمه في مدرسة ألين وتأهل في الطب في كلية الطب بمستشفى كلية كينجز في عام 1974، وتدرب كطبيب أمراض الدم. أصبح مسجلاً في أمراض الدم في مستشفى كلية كينجز في عام 1976.

## الأبحاث والعمل
كان مختبره أول من أنشأ العديد من الآليات الكامنة وراء علم الأمراض الجزيئي البشري، بما في ذلك الطفرات أحادية النقطة، والحذف الناتج عن إعادة التركيب المتماثل وغير المشروع، وإعادة ترتيب التيلوميرات والاضطرابات في التنظيم قصير المدى وطويل المدى.يركز بحث دوجلاس الحالي على الآليات التي تعمل على تشغيل الجينات وإيقافها عندما تلتزم الخلايا الجذعية وتتمايز لتصبح خلايا ناضجة. على وجه الخصوص، يدرس مسارات النسخ والوراثة اللاجينية وكيف تنظم المعززات التعبير الجيني الخاص بالخلية، باستخدام مزيج من الكيمياء الحيوية وعلم الوراثة الجزيئي والبيولوجيا الحاسوبية والتصوير.
افاد في إحدى المقالات التي نشرت عن مختبره:"يهتم مختبرنا بالسؤال العام حول كيفية تشغيل وإيقاف جينات الثدييات أثناء التزام النسب والتمايز. ندرس الجينات (مثل الغلوبين) بالتفصيل ونقوم أيضًا بدراسة التعبير الجيني باستخدام تحليلات الجينوم الواسعة. ندرس جميع جوانب التعبير الجيني بما في ذلك العناصر التنظيمية الرئيسية لرابطة الدول المستقلة (المعززات والمحفزات والعوازل)، وعوامل النسخ والعوامل المشتركة التي تربطهم، والتعديلات اللاجينية للكروماتين والحمض النووي، ودور الظواهر المرتبطة بها مثل تشكيل الكروموسوم والتجزئة النووية باستخدام تقنيات التصوير. يتم إجراء هذه الدراسات في كل من أنظمة الخلايا والكائنات الحية النموذجية وكذلك في المرضى الذين يعانون من تشوهات وراثية ومكتسبة مختلفة وراثية. الهدف المترجم من هذا العمل هو تطوير طرق جديدة لتعديل التعبير الجيني أثناء تكوين الدم بهدف معالجة التعبير الجيني وتحسين الأنماط الظاهرية السريرية للمرضى الذين يعانون من مجموعة متنوعة من اضطرابات الدم".

## الجوائز والتكريمات
- 1993 زميل كلية الأطباء الملكية[14]
- 1994 زميلالكلية الملكية لعلم الأمراض[14]
- 2001 زمالة أكاديمية العلوم الطبية[19]
- 2005 زمالة الجمعية الملكية[20]
- 2013 ميدالية بوكانان من الجمعية الملكية[21][22]